# Johann Heinrich Stobwasser

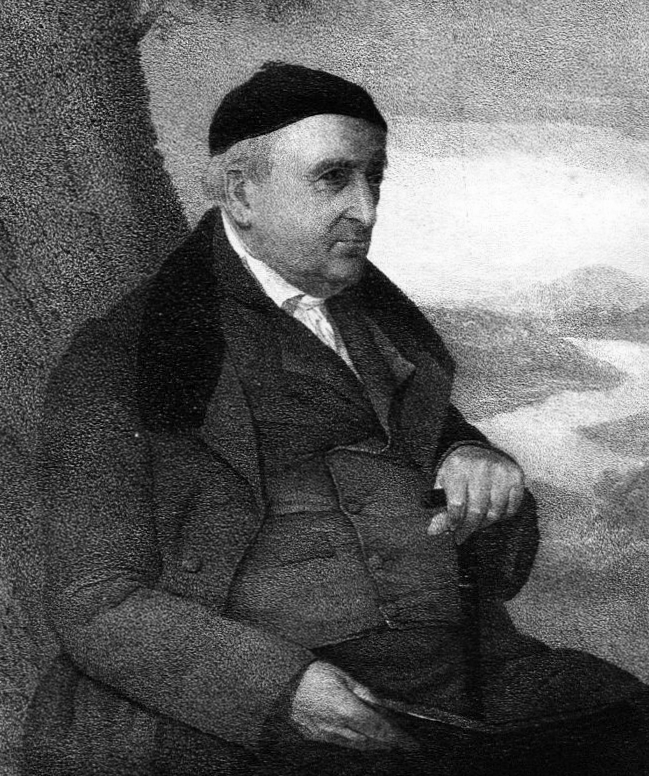
Johann Heinrich Stobwasser

Johann Heinrich Stobwasser (* 16. November 1740 in Lobenstein; † 31. August 1829 in Braunschweig) war ein deutscher Lackwarenfabrikant.

## Leben und Werk
Der Sohn des gelernten Glasermeisters und Kleinwarenhändlers Georg Siegmund Eustachius Stobwasser und dessen Ehefrau Christine Elisabeth, geb. Fichte, aus dem vogtländischen Lobenstein begleitete seinen Vater bereits im Alter von 15 Jahren auf diversen Geschäftsreisen. In Abwesenheit des Vaters betrieb Johann Heinrich das Geschäft selbst. Nachdem es ihm nach langwierigen Versuchen gelungen war, einen eigenen haltbaren Bernsteinlack von höchster Qualität herzustellen, gründete er eine Fabrik für Lackgegenstände im heimischen Lobenstein. Dort produzierte er u. a. lackierte Spazierstöcke, Becher und Schnupftabakdosen. Aufgrund wirtschaftlicher Probleme musste das Unternehmen jedoch bald wieder geschlossen werden. Daraufhin folgte die sechsköpfige Familie Stobwasser im August 1763 einem Aufruf des Braunschweigischen Herzogs Karl I., sich in dessen Herzogtum niederzulassen. Karl I. bot hoch qualifizierten Handwerkern und Künstlern zahlreiche Vergünstigungen an, wenn diese sich im Herzogtum ansiedelten, um die dortige Wirtschaft zu beleben.

### Gründung der Stobwasserschen Manufaktur in Braunschweig

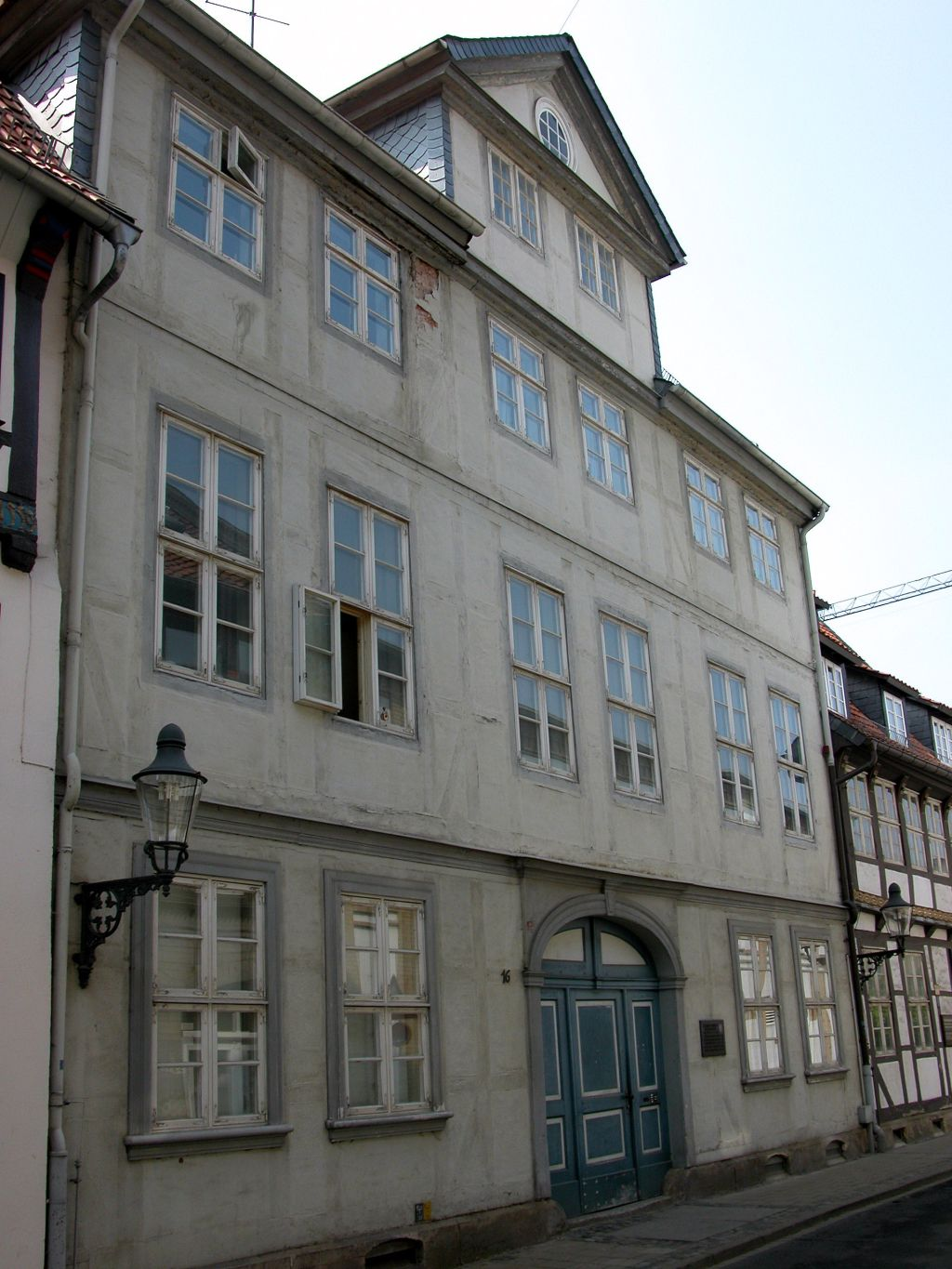
Stobwasser-Haus in der Echternstraße.

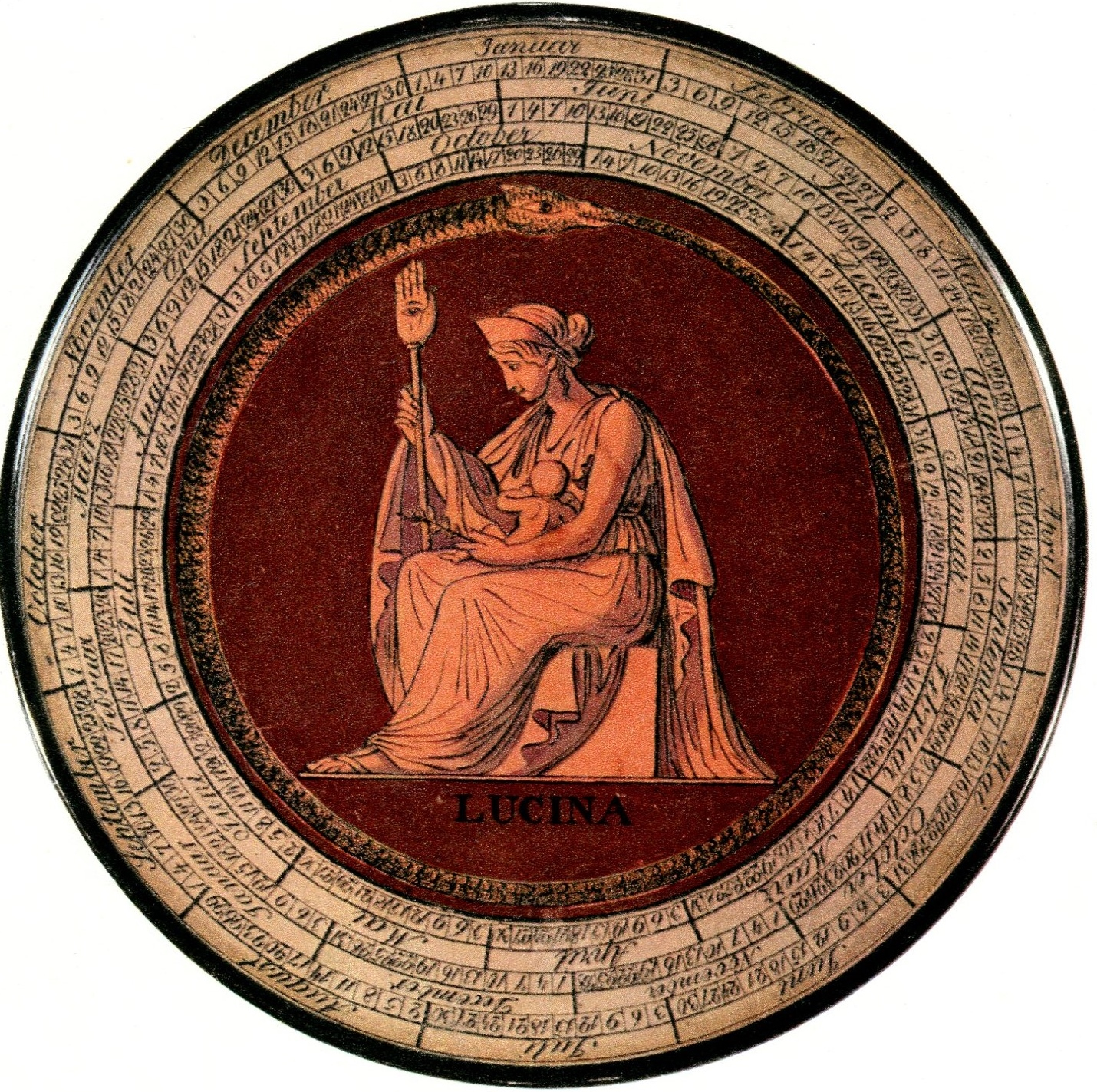
Schnupftabakdose von Stobwasser

Kurz nach der Unternehmensgründung wurden zunächst Artikel des täglichen Bedarfs hergestellt, bald jedoch schon gefolgt von kunsthandwerklichen Arbeiten und schließlich – wegen des großen Erfolges und der überragenden Qualität – Luxusgüter. Insbesondere für die Bemalung beschäftigte er bekannte Künstler wie z. B. Pascha Johann Friedrich Weitsch sowie dessen Sohn Friedrich Georg Weitsch, aber auch Christian Tunica, Hans Heinrich Jürgen Brandes, Julius Carl Hermann Schröder, Heinrich Christian Brüning oder den Isländer Thorstein Elias Hjaltelin.
Der Ruf der Lackwaren, bald „Stobwasser-Arbeiten“ genannt, verbreitete sich schnell über die Grenzen des Herzogtums in ganz Europa, sodass eine von Johann Heinrichs Schwestern, Luise Dorothee Guérin, 1772 zusammen mit ihrem Ehemann Jean, einem ehemaligen Braunschweigischen Musketier und späteren Mitarbeiter im Unternehmen seines Schwagers, in Berlin eine Filiale eröffnen konnte.
1774 heiratete Johann Heinrich die aus Hannover stammende Sophie Elisabeth Gersting († 1809), Tochter des dortigen Hoftischlers. Aus der Ehe gingen acht Kinder hervor, von denen fünf bereits jung starben. Sohn Christian Heinrich übernahm 1808 das Braunschweiger Unternehmen. 1812 heiratete Johann Heinrich Stobwasser in zweiter Ehe Katharine Dorothee Scheurer († 1825), verwitwete Röntgen, die Mutter eines seiner Schwiegersöhne.
Johann Heinrich Stobwassers Leben wurde 1830 von seinem Sohn Christian Heinrich in der Biografie „Die merkwürdigsten Begebenheiten aus der Lebensgeschichte von Johann Heinrich Stobwasser. Seinen Freunden zum Andenken, und zum Besten der Kranken=Casse der Stobwasserschen Fabrik“ festgehalten. Bestattet wurde er auf dem Michaelisfriedhof in Braunschweig, wo sein Enkel G. Stobwasser 1882 eine Bronzebüste für ihn aufstellen ließ.